# Viola (Tennessee)
Viola és una població dels Estats Units a l'estat de Tennessee. Segons el cens del 2000 tenia 129 habitants.

## Demografia
Segons el cens del 2000, Viola tenia 129 habitants, 52 habitatges, i 37 famílies. La densitat de població era de 293 habitants/km².
Dels 52 habitatges en un 23,1% hi vivien nens de menys de 18 anys, en un 50% hi vivien parelles casades, en un 15,4% dones solteres, i en un 28,8% no eren unitats familiars. En el 25% dels habitatges hi vivien persones soles el 9,6% de les quals corresponia a persones de 65 anys o més que vivien soles. El nombre mitjà de persones vivint en cada habitatge era de 2,48 i el nombre mitjà de persones que vivien en cada família era de 2,97.
Per edats la població es repartia de la següent manera: un 19,4% tenia menys de 18 anys, un 13,2% entre 18 i 24, un 27,1% entre 25 i 44, un 24,8% de 45 a 60 i un 15,5% 65 anys o més.
L'edat mediana era de 36 anys. Per cada 100 dones de 18 o més anys hi havia 103,9 homes.
La renda mediana per habitatge era de 37.188 $ i la renda mediana per família de 46.750 $. Els homes tenien una renda mediana de 35.313 $ mentre que les dones 31.250 $. La renda per capita de la població era de 18.803 $. Entorn del 7,7% de les famílies i el 16% de la població estaven per davall del llindar de pobresa.

## Poblacions més properes
El següent diagrama mostra les poblacions més properes.